# Sims Trail
Pour les articles homonymes, voir Sims.
Le Sims Trail est un sentier de randonnée du comté de Richland, en Caroline du Sud, aux États-Unis. Il est situé au sein du parc national de Congaree. Il croise notamment le Boardwalk Loop Trail.